# Atherigona fuscicephala
Atherigona fuscicephala este o specie de muște din genul Atherigona, familia Muscidae, descrisă de Dike în anul 1987.
Este endemică în Nigeria. Conform Catalogue of Life specia Atherigona fuscicephala nu are subspecii cunoscute.